# 共和化工
共和化工（きょうわかこう）は、東京都品川区に本社を置く、環境リサイクル企業である。

## 概要
- 環境リサイクル事業で「世界No1」が企業目標である。

### 技術提携
- 株式会社 山有（平成14年4月技術提携）- 鹿児島県鹿児島市城南町7-47-210

## 事業内容
- 水処理事業部門
- バイオ事業部門

## 沿革
- 1959年（昭和34年）1月26日 - 創業（福岡市）
- 1961年（昭和36年）- 本社移転（東京都新宿区市ヶ谷田町3丁目8番地）共和式二段酸化法を開発。
- 1975年（昭和50年）- 技術研究所を建設（東京都町田市）
- 2002年（平成14年）- YM菌®（商標登録:超高温好気性菌）の実施権を独占的に許諾。
- 2004年（平成16年）- 富山県南砺市にS&K環境ワクチンセンター第1号工場を開設。
- 2005年（平成17年）-  技術研究所を「環境微生物学研究所」に改名。

## 拠点

### 研究所
- 環境微生物学研究所 - 東京都町田市忠生2-15-5

### 支店
- 札幌支店 - 北海道札幌市清田区北野6条1丁目5-1
- 東北支店 - 宮城県仙台市青葉区立町1-3　広瀬通KKビル3階
- 関東支店 - 東京都品川区西五反田7丁目25-19　共和ビル
- 名古屋支店 - 愛知県名古屋市千種区今池南29-16　川島第5ビル3階A号室
- 大阪支店 - 大阪府大阪市淀川区宮原4丁目5-36　セントラル新大阪ビル9階
- 広島支店 - 広島県広島市中区東千田町2丁目9-57　広電タワービル2F
- 福岡支店 - 福岡県福岡市中央区大名2丁目4-22　新日本ビル4F

### 営業所
- 盛岡営業所 - 岩手県盛岡市中野1丁目14-5　コーポいしかわ101
- 宇都宮出張所 - 栃木県宇都宮市元今泉4丁目18-1
- 前橋連絡事務所 - 群馬県前橋市若宮町1丁目6-7
- 北陸連絡事務所 - 石川県金沢市入江3-99　トラスティ102
- 糸島営業所 - 福岡県糸島市加布里中新開77-9
- 鹿児島営業所 - 鹿児島県鹿児島市小松原2丁目16-17　タワラビル1階
- 沖縄営業所 - 沖縄県那覇市字仲井真243-2

### 事業所
- 佐呂間事業所 - 北海道常呂郡佐呂間町字若里479-6
- 益子事業所 - 栃木県芳賀郡益子町塙3680-7
- 南砺事業所 - 富山県南砺市高窪1013-6
- 堺市石津事業所 - 大阪府堺市西区石津西町22 石津下水処理場内
- 高知事業所 - 高知県高知市土佐山弘瀬2090-1
- 長崎事業所 - 長崎県大村市西部町1201-1